# Taborište (Petrinya)
Taborište falu Horvátországban, Sziszek-Monoszló megyében. Közigazgatásilag Petrinyához tartozik.

## Fekvése
Sziszek városától légvonalban 11, közúton 21 km-re délnyugatra, községközpontjától 6 km-re délre a Báni végvidék középső részén, a 30-as számú főút mentén, Petrinya és Donja Budična között, a Petrinjčica jobb partján fekszik.

## Története
A római korban határában haladt át a Sisciát (Sziszek) a tengerparti Seniával (Zengg) összekötő fontos út és a Siscia városát ellátó római vízvezeték is. A 16. század második felétől a 17. század végéig török uralom alatt volt. 1683 és 1699 között a felszabadító harcokban a keresztény seregek kiűzték a térségből a törököt és a török határ az Una folyóhoz került vissza. 1697 körül a Turopolje, a Szávamente, a Kulpamente vidékéről és a Banovina más részeiről előbb horvát katolikus, majd a 18. században több hullámban Közép-Boszniából, főként a Kozara-hegység területéről és a Sana-medencéből pravoszláv szerb családok települtek le itt. Az újonnan érkezettek szabadságjogokat kaptak, de ennek fejében határőr szolgálattal tartoztak. El kellett látniuk a várak, őrhelyek őrzését és részt kellett venniük a hadjáratokban. 1696-ban a szábor a bánt tette meg a Kulpa és az Una közötti határvédő erők parancsnokává, melyet hosszas huzavona után 1704-ben a bécsi udvar is elfogadott. Ezzel létrejött a Báni végvidék (horvátul Banovina), mely katonai határőrvidék része lett. 1745-ben megalakult a Petrinya központú második báni ezred, melynek fennhatósága alá ez a vidék is tartozott.
A település 1774-ben az első katonai felmérés térképén „Dorf Taborische” néven szerepel. Neve táborhelyet jelöl. A katonai határőrvidék megszűnése után Zágráb vármegye Petrinyai járásának része volt. 1857-ben 246, 1910-ben 412 lakosa volt. A 20. század első éveiben a kilátástalan gazdasági helyzet miatt sokan vándoroltak ki a tengerentúlra. 1918-ban az új szerb-horvát-szlovén állam, majd később Jugoszlávia része lett. A II. világháború idején a Független Horvát Állam része volt. A háború után a béke időszaka köszöntött a településre. Enyhült a szegénység és sok ember talált munkát a közeli városokban. A délszláv háború előestéjén lakosságának 78%-a horvát, 9%-a szerb nemzetiségű volt. A falu 1991. június 25-én a független Horvátország része lett, de néhány hónap múltán elfoglalták a szerb erők és a Krajinai Szerb Köztársasághoz csatolták. A falut 1995. augusztus 6-án a Vihar hadművelettel foglalta vissza a horvát hadsereg. A szerb lakosság többsége elmenekült. 2011-ben 227 lakosa volt.

## Népesség
| Lakosság változása | Lakosság változása | Lakosság változása | Lakosság változása | Lakosság változása | Lakosság változása | Lakosság változása | Lakosság változása | Lakosság változása | Lakosság változása | Lakosság változása | Lakosság változása | Lakosság változása | Lakosság változása | Lakosság változása | Lakosság változása |
| ------------------ | ------------------ | ------------------ | ------------------ | ------------------ | ------------------ | ------------------ | ------------------ | ------------------ | ------------------ | ------------------ | ------------------ | ------------------ | ------------------ | ------------------ | ------------------ |
| 1857               | 1869               | 1880               | 1890               | 1900               | 1910               | 1921               | 1931               | 1948               | 1953               | 1961               | 1971               | 1981               | 1991               | 2001               | 2011               |
| 246                | 266                | 319                | 353                | 388                | 412                | 390                | 409                | 303                | 324                | 317                | 329                | 323                | 317                | 230                | 227                |

## Nevezetességei
- A Hétfájdalmú Szűzanya tiszteletére szentelt kápolnája 1897-ben egy régebbi fakápolna helyén épült. 1991 szeptemberében a JNA katonái felgyújtották. A háború után egy új, falazott kápolnát építettek helyette.
- Szent Péter tiszteletére szentelt temetőkápolnája[4] a Donja Budičina felé menő út mentén áll. A kápolnát a katonai határőrvidék parancsnoka Auersperg gróf építtette fogadalomból a török elleni győzelme emlékére a 17. században. A 18. század elején ezt a régi kápolnát lebontották és egy új, nagyobb kápolnát építettek a helyére. Értékes volt barokk berendezése, különösen a kazettás mennyezet volt figyelemreméltó. A kápolna alatt római téglákat találtak, melyeket egy római akvadukt maradványainak tartanak. 1991 szeptemberében a JNA katonái súlyosan megrongálták, de a háború után a helyiek felújították.
- Római vízvezeték maradványai a Szent Péter kápolna közelében.